# Benodanil
Benodanil ist eine organisch-chemische Verbindung aus der Stoffgruppe der Benzanilide und wurde 1974 von der BASF als Fungizid unter dem Handelsnamen Calirus eingeführt.

## Gewinnung und Darstellung
Die kommerzielle Herstellung von Benodanil (5) erfolgt zunächst durch Umsetzung von Anilin (1) mit Phosgen (2) zum Phenylisocyanat (3) und anschließender Weiterreaktion mit o-Iodbenzoesäure (4).
Im letzten Reaktionsschritt entsteht intermediär ein Carbamidsäure-Carbonsäure-Anhydrid, welches instabil ist und schließlich zum entsprechenden Carbonsäureamid decarboxyliert.

## Verwendung
Benodanil wird als systemisches Fungizid gegen Basidiomyceten verwendet.

## Zulassung
In den Staaten der EU und in der Schweiz sind keine Pflanzenschutzmittel mit diesem Wirkstoff zugelassen. Es war von 1978 bis 1984 in der Bundesrepublik Deutschland zugelassen.